# Опио
Опио̀ (на френски: Opio) е малък град в Южна Франция, департамент Алп Маритим на регион Прованс-Алпи-Лазурен бряг, предградие на Ница. Разположен е на около 20 км от брега на Средиземно море между градовете Грас и Кан. Население 2413 жители от преброяването през 2006 г.

## Личности
Починали
- Колюш (1944-1986), френски кинокомик, загинал при автомобилна катастрофа
- Душан Попов (1912-1981), сръбски двоен агент